# Адельбрехт, Йозеф
Йо́зеф А́дельбрехт (нем. Josef Adelbrecht; 8 января 1910 или 10 января 1910, Клагенфурт-ам-Вёртерзе — 1 октября 1941, СССР) — австрийский футболист, играл на позиции нападающего. Известен по выступлениям за австрийский клуб «Фёрст», а также национальную сборную Австрии.
Обладатель Кубка Митропы 1931 года, трёхкратный чемпион Австрии и трёхкратный обладатель Кубка Австрии.

## Клубная карьера
В составе клуба «Ферст» выступал с 1929 по 1934 год. Обладатель Кубка Митропы 1931 года, двукратный чемпион Австрии и обладатель Кубка Австрии.
Во время сезона 1934/35 годов перешел в команду «Расинг» (Париж), где выступал знаменитый австрийский вратарь Рудольф Хиден. Команда заняла третье место в чемпионате Франции того сезона, а по его завершении Адельбрехт присоединился к составу швейцарской команды «Грассгоппер» (Цюрих).
Во второй части сезона 1935/36 Йозеф вернулся в Австрию в команду «Аустрия» (Вена). Сыграл 4 матча в чемпионате, в которых забил 3 гола. Также сыграл два матча в победном для команды розыгрыше кубка Австрии 1936 года. В одном из них в 1/8 финала забил три гола в ворота команды «Линцер» (9:0). В решающих матчах кубка не играл. Так же не сыграл Адельбрехт ни одного матча в кубке Митропы 1936 года, в котором «Аустрия» праздновала победу. В «Аустрии» была стабильная и сыгранная линия нападения в составе Риглер — Штро — Синделар — Ерузалем — Фиртль. Йозеф так и не сумел вытеснить кого-то из них из основы, и в сезоне 1936/37 годов также играл не регулярно — 8 матчей (6 голов) в чемпионате и один в кубке. Команда завоевала серебряные медали первенства.
Сезон 1937/38 годов Адельбрехт начал в составе в команды «Рапид», где завоевал третий титул чемпиона Австрии в карьере, хотя также не был игроком основы. В 1938/39 годах играл в составе новичка высшего дивизиона клуба «Аустро Фиат» (Вена). Стал лучшим бомбардиром команды и помог сохранить место в элите. В частности, именно дубли Йозефа помогли «Аустро Фиату» завоевать одно очко в матчах с сильными «Фёрстом» и «Рапидом», которые завершились ничьей с одинаковым счетом 2:2. Также Адельбрехт забил победный гол в матче с будущим чемпионом «Адмирою», когда «Аустро Фиат» неожиданно победил в гостях со счетом 4:3. Клуб, в зимнее межсезонье сменил название на «Аматере-Фиат», занял 7 место в чемпионате (при 10 участниках турнира), а Йозеф забил 14 голов.
Следующего сезона Адельбрехт играл в клубе не высшей лиги чемпионата Австрии — «Ред Стар» (Вена). В 1941 году вновь выступал в высшей австрийской лиге за «Флоридсдорф». В частности, отметился голом в игре против «Адмиры» завершилась ничьей 3:3.
В том же 1941 году был призван на фронт. Погиб на территории СССР во время операции «Барбаросса», место смерти неизвестно.

## Выступления за сборную
В 1930 году дебютировал в официальных матчах в составе национальной сборной Австрии в поединке против сборной Венгрии (1:2).
Всего в 1930—1933 годах сыграл в составе национальной команды 3 матча, в которых забил 1 гол. В частности, принимал участие, в 1931 году в матче против сборной Венгрии (0:0) в рамках кубка Центральной Европы 1932-32, выигранного австрийской сборной.
Также регулярно играл в составе сборной Вены. Учитывая то, что все сильнейшие австрийские футболисты выступали в венских клубах, сборная Вены была фактически той же сборной Австрии, только с более расширенным списком игроков. И тренировал команду тот самый наставник — знаменитый Хуго Майсль. Забивал в голы сборным Братиславы (2:1, 1930) и Будапешта (6:0, 1932), а в воротах сборной Праги отличился дважды (5:2, 1931). Также в 1934 году сыграл в составе сборной Австрия-Б в поединке против сборной Италия-Б, который завершился поражением со счетом 0:2.

## Достижения
| - Обладатель Кубка Митропы (1): «Виенна» (Вена): 1931 - Чемпион Австрии (3): «Виенна» (Вена): 1931, 1933 «Рапид» (Вена): 1938 - Серебряный призер чемпионата Австрии (2): «Виенна» (Вена): 1932 «Аустрия» (Вена): 1937 - Бронзовый призер чемпионата Австрии (1): «Виенна» (Вена): 1930, 1935 | - Обладатель Кубка Австрии (3): «Виенна» (Вена): 1929, 1930 «Аустрия» (Вена): 1936 - Бронзовый призер чемпионата Франции (1): «Расинг» (Париж): 1935 - Третье место Кубка Наций (1): «Виенна» (Вена): 1930 - Победитель Кубка Центральной Европы (1): Австрия: 1931-1932 |

## Статистика выступлений

### Клубная карьера
| Клуб             | Сезон            | Лига | Лига | Кубки | Кубки | Кубок Митропы | Кубок Митропы | Прочие | Прочие | Итого | Итого |
| Клуб             | Сезон            | Игры | Голы | Игры  | Голы  | Игры          | Голы          | Игры   | Голы   | Игры  | Голы  |
| ---------------- | ---------------- | ---- | ---- | ----- | ----- | ------------- | ------------- | ------ | ------ | ----- | ----- |
| Фёрст (Вена)     | 1928/29          | 1    | 0    | 1     | 1     | 0             | 0             | 0      | 0      | 2     | 1     |
| Фёрст (Вена)     | 1929/30          | 14   | 16   | 5     | 5     | 0             | 0             | 4      | 6      | 23    | 27    |
| Фёрст (Вена)     | 1930/31          | 14   | 10   | 7     | 3     | 1             | 0             | 0      | 0      | 22    | 13    |
| Фёрст (Вена)     | 1931/32          | 21   | 16   | 2     | 4     | 6             | 2             | 0      | 0      | 29    | 22    |
| Фёрст (Вена)     | 1932/33          | 18   | 17   | 3     | 3     | 4             | 1             | 0      | 0      | 25    | 21    |
| Фёрст (Вена)     | 1933/34          | 19   | 18   | 3     | 3     | 2             | 0             | 1      | 0      | 25    | 21    |
| Фёрст (Вена)     | 1934/35          | 6    | 3    | 0     | 0     | 0             | 0             | 0      | 0      | 6     | 3     |
| Фёрст (Вена)     | Итого            | 93   | 80   | 21    | 19    | 13            | 3             | 5      | 6      | 132   | 108   |
| Расинг (Париж)   | 1934/35          | 6    | 1    | 0     | 0     | 0             | 0             | 0      | 0      | 6     | 1     |
| Расинг (Париж)   | Итого            | 6    | 1    | 0     | 0     | 0             | 0             | 0      | 0      | 6     | 1     |
| Грассхоппер      | 1935/36          | 9    | 6    | 2     | 1     | 0             | 0             | 0      | 0      | 11    | 7     |
| Грассхоппер      | Итого            | 9    | 6    | 2     | 1     | 0             | 0             | 0      | 0      | 11    | 7     |
| Аустрия (Вена)   | 1935/36          | 4    | 3    | 2     | 3     | 0             | 0             | 0      | 0      | 6     | 6     |
| Аустрия (Вена)   | 1936/37          | 8    | 6    | 1     | 0     | 0             | 0             | 0      | 0      | 9     | 6     |
| Аустрия (Вена)   | Итого            | 12   | 9    | 3     | 3     | 0             | 0             | 0      | 0      | 15    | 12    |
| Рапид (Вена)     | 1937/38          | 5    | 3    | 0     | 0     | 0             | 0             | 0      | 0      | 5     | 3     |
| Рапид (Вена)     | Итого            | 5    | 3    | 0     | 0     | 0             | 0             | 0      | 0      | 5     | 3     |
| Аматёре-Фиат     | 1938/39          | 16   | 13   | 1     | 0     | 0             | 0             | 0      | 0      | 17    | 13    |
| Аматёре-Фиат     | Итого            | 16   | 13   | 1     | 0     | 0             | 0             | 0      | 0      | 16    | 13    |
| Рот Штерн 03     | 1939/40          | 15   | 16   | 0     | 0     | -             | -             | 0      | 0      | 15    | 16    |
| Рот Штерн 03     | 1940/41          | 1    | 0    | 1     | 0     | -             | -             | 0      | 0      | 2     | 0     |
| Рот Штерн 03     | Итого            | 16   | 16   | 1     | 0     | 0             | 0             | 0      | 0      | 17    | 16    |
| Флоридсдорф      | 1940/41          | 2    | 1    | 0     | 0     | 0             | 0             | 0      | 0      | 2     | 1     |
| Флоридсдорф      | Итого            | 2    | 1    | 0     | 0     | 0             | 0             | 0      | 0      | 2     | 1     |
| Всего за карьеру | Всего за карьеру | 159  | 129  | 28    | 23    | 13            | 3             | 5      | 6      | 205   | 161   |

### Матчи за сборную Вены
| № | Дата       | Место проведения | Команда 1            | Счет | Команда 2                 | Голы      |
| - | ---------- | ---------------- | -------------------- | ---- | ------------------------- | --------- |
| 1 | 23.03.1930 | Вена             | Вена (Австрия)       | 2:1  | Братислава (Чехословакия) | Гол       |
| 2 | 11.04.1931 | Прага            | Прага (Чехословакия) | 2:5  | Вена (Австрия)            | Гол · Гол |
| 3 | 02.10.1932 | Вена             | Вена (Австрия)       | 6:0  | Будапешт (Венгрия)        | Гол       |
| 4 | 11.02.1934 | Триест           | Австрия-Б            | 6:0  | Италия-Б                  |           |